# Мачаидзе, Гоча Доментьевич
Го́ча Доме́нтьевич Мачаи́дзе (груз. გოჩა დომენტის ძე მაჩაიძე; 21 июня 1950, Амбролаури, Грузинская ССР, СССР) — советский футболист, защитник и полузащитник. Мастер спорта СССР (1974).

## Биография
Карьеру начал в 1969 году в тбилисском «Локомотиве», за который выступал до 1970 года, сыграв за это время только один матч. В 1971 году перешёл в «Динамо» Тбилиси, в составе которого выступал до 1980 года, проведя за это время 133 матча и забив 3 мяча в ворота соперников, вместе с командой становился чемпионом СССР и дважды обладателем Кубка СССР.
В 1980 году был вынужден уйти из «Динамо» из-за конфликта с руководством команды, в итоге доиграв тот сезон в «Гурии» Ланчхути, за которую провёл 20 матчей.
В 1981 год перешёл в московский «Спартак», за который сыграл всего один матч. В том же году перешёл в кутаисское «Торпедо», за которое выступал вплоть до завершения карьеры в 1982 году, проведя за это время 39 матчей, забив 1 мяч и вместе с клубом добившись выхода в высшую лигу.

## Достижения

### Командные
Чемпион СССР: (1)
- 1978 («Динамо» Тбилиси)

Обладатель Кубка СССР: (2)
- 1976, 1979 (оба с «Динамо» Тбилиси)

2-е место в Первой лиге СССР (выход в Высшую лигу): (1)
- 1981 («Торпедо» Кутаиси)

## Награды
- Мастер спорта СССР (1974)

## Личная жизнь
Младший брат другого советского футболиста Манучара Мачаидзе.